# Liste der Biografien/Broo
Liste der Biografien |
Portal Biografien |
Personensuche
# |
A |
B |
C |
D |
E |
F |
G |
H |
I |
J |
K |
L |
M |
N |
O |
P |
Q |
R |
S |
T |
U |
V |
W |
X |
Y |
Z |
?
 
Ba |
Be |
Bd |
Bg |
Bh |
Bi |
Bj |
Bl |
Bm |
Bn |
Bo |
Br |
Bs |
Bu |
Bw |
By |
Bz
 
Bra |
Brc |
Brd |
Bre |
Brg |
Bri |
Brj |
Brk |
Brl |
Brn |
Bro |
Brp–Brt |
Bru |
Brv |
Bry |
Brz
 
Broa |
Brob |
Broc |
Brod |
Broe |
Brof |
Brog |
Broh |
Broi |
Broj |
Brok |
Brol |
Brom |
Bron |
Broo |
Brop |
Broq |
Bror |
Bros |
Brot |
Brou |
Brov |
Brow |
Brox |
Broy |
Broz
Die Liste der Biografien führt alle Personen auf, die in der deutschsprachigen Wikipedia einen Artikel haben. Dieses ist eine Teilliste mit 347 Einträgen von Personen, deren Namen mit den Buchstaben „Broo“ beginnt.

## Broo
- Broo, Magnus (* 1965), schwedischer Jazz-Trompeter

### Brooc
- Broocks, Moses L. (1864–1908), US-amerikanischer Politiker

### Brood
- Brood, Herman (1946–2001), niederländischer Blues- und Rockmusiker, Maler, Schauspieler und LyrikerHerman Brood (1946–2001)

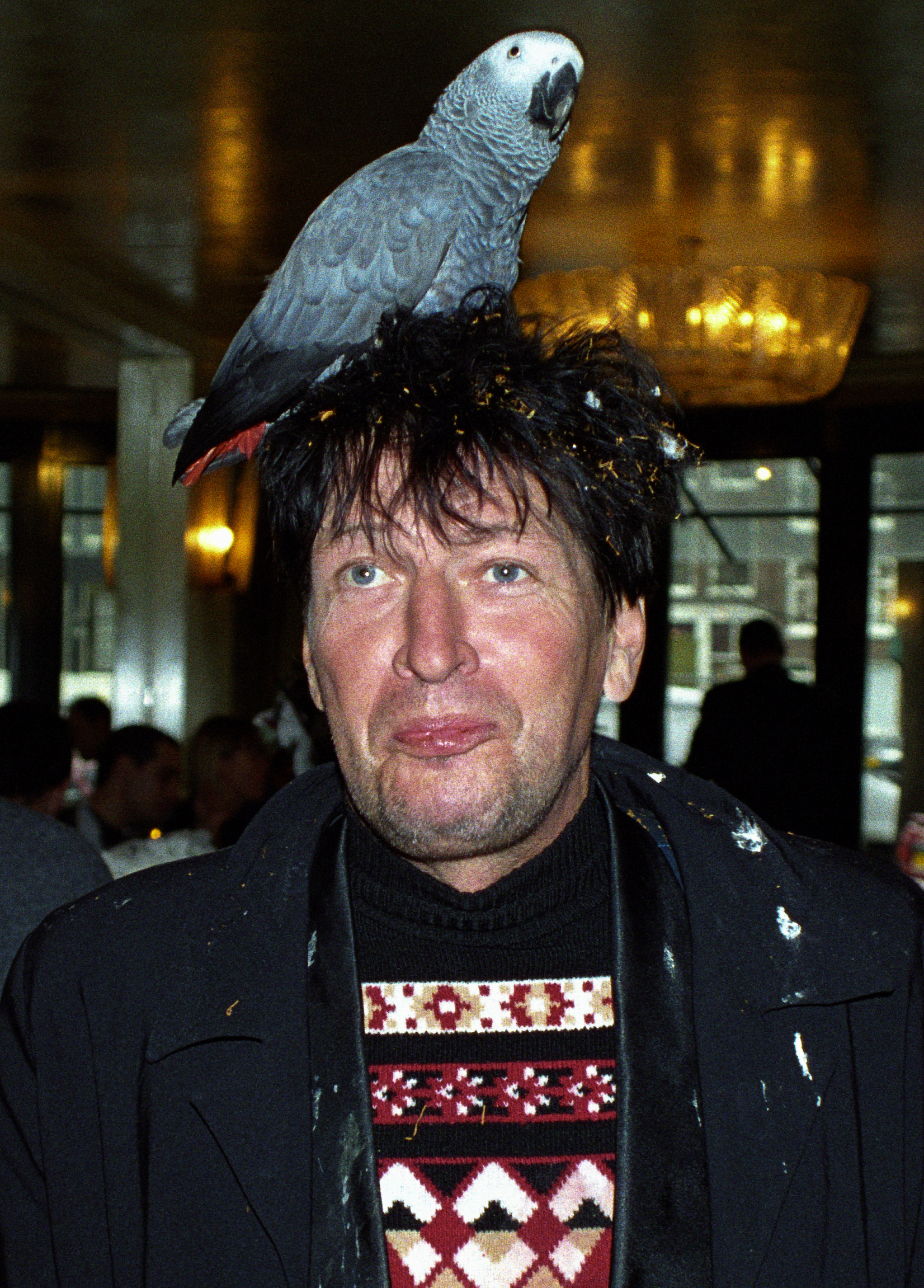
Herman Brood (1946–2001)

- Broodboom, Ado (1922–2019), niederländischer Jazzmusiker (Trompete)
- Broodcoorens, Pierre (1885–1924), belgischer Dichter und Schriftsteller
- Broodthaers, Marcel (1924–1976), belgischer Künstler

### Brooi
- Brooijmans, Jan (1929–1996), niederländischer Fußballspieler

### Brook
- Brook, Alec († 1986), englischer Tischtennisspieler
- Brook, Alexander (1898–1980), US-amerikanischer Maler und Kunstkritiker
- Brook, Andrew Zolile T. (1929–2011), französischer Geistlicher, römisch-katholischer Bischof von Umtata
- Brook, Barry (* 1974), australischer Umweltwissenschaftler
- Brook, Barry S. (1918–1997), US-amerikanischer Musikwissenschaftler und Hochschullehrer
- Brook, Claudio (1927–1995), mexikanischer Schauspieler
- Brook, Clive (1887–1974), britischer Schauspieler
- Brook, Eric (1907–1965), englischer Fußballspieler
- Brook, Faith (1922–2012), britische Schauspielerin
- Brook, Harry (* 1999), englischer Cricketspieler
- Brook, Jayne (* 1960), US-amerikanische Schauspielerin
- Brook, Kell (* 1986), britischer Boxer
- Brook, Kelly (* 1979), britische Schauspielerin und ModelKelly Brook (* 1979)

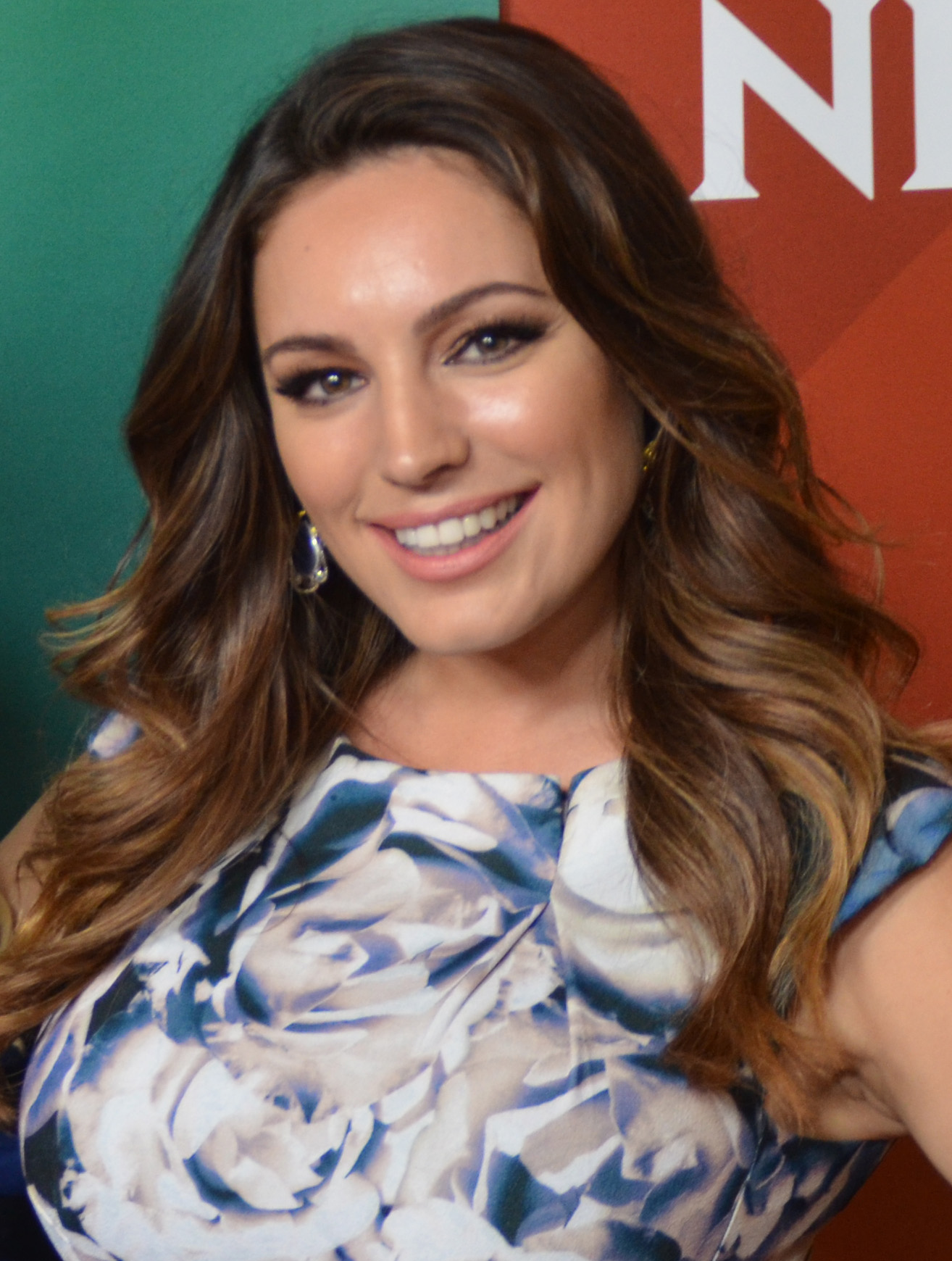
Kelly Brook (* 1979)

- Brook, Lyndon (1926–2004), britischer Schauspieler
- Brook, Michael (* 1952), kanadischer Musiker und Musikproduzent
- Brook, Peter (1925–2022), britischer Theater- und Filmregisseur
- Brook, Rhidian (* 1964), britischer Schriftsteller, Drehbuchautor und Journalist
- Brook, Timothy (* 1951), kanadischer Historiker
- Brook-Shepherd, Gordon (1918–2004), britischer Historiker und Journalist

#### Brookb
- Brookbank, Sheldon (* 1980), kanadischer Eishockeyspieler und -trainer
- Brookbank, Wade (* 1977), kanadischer Eishockeyspieler und -scout

#### Brooke
- Brooke, Alan, 1. Viscount Alanbrooke (1883–1963), britischer Feldmarschall während des Zweiten Weltkriegs
- Brooke, Alan, 3. Viscount Brookeborough (* 1952), britischer Peer, Politiker, Offizier und Gutsbesitzer
- Brooke, Ally (* 1993), US-amerikanische Sängerin
- Brooke, Anthony (1912–2011), Thronprätendent von Sarwak
- Brooke, Arthur († 1563), englischer Dramatiker und Übersetzer
- Brooke, Ashlynn (* 1985), US-amerikanische Pornodarstellerin, Pornoregisseurin und ehemaliges ModelAshlynn Brooke (* 1985)

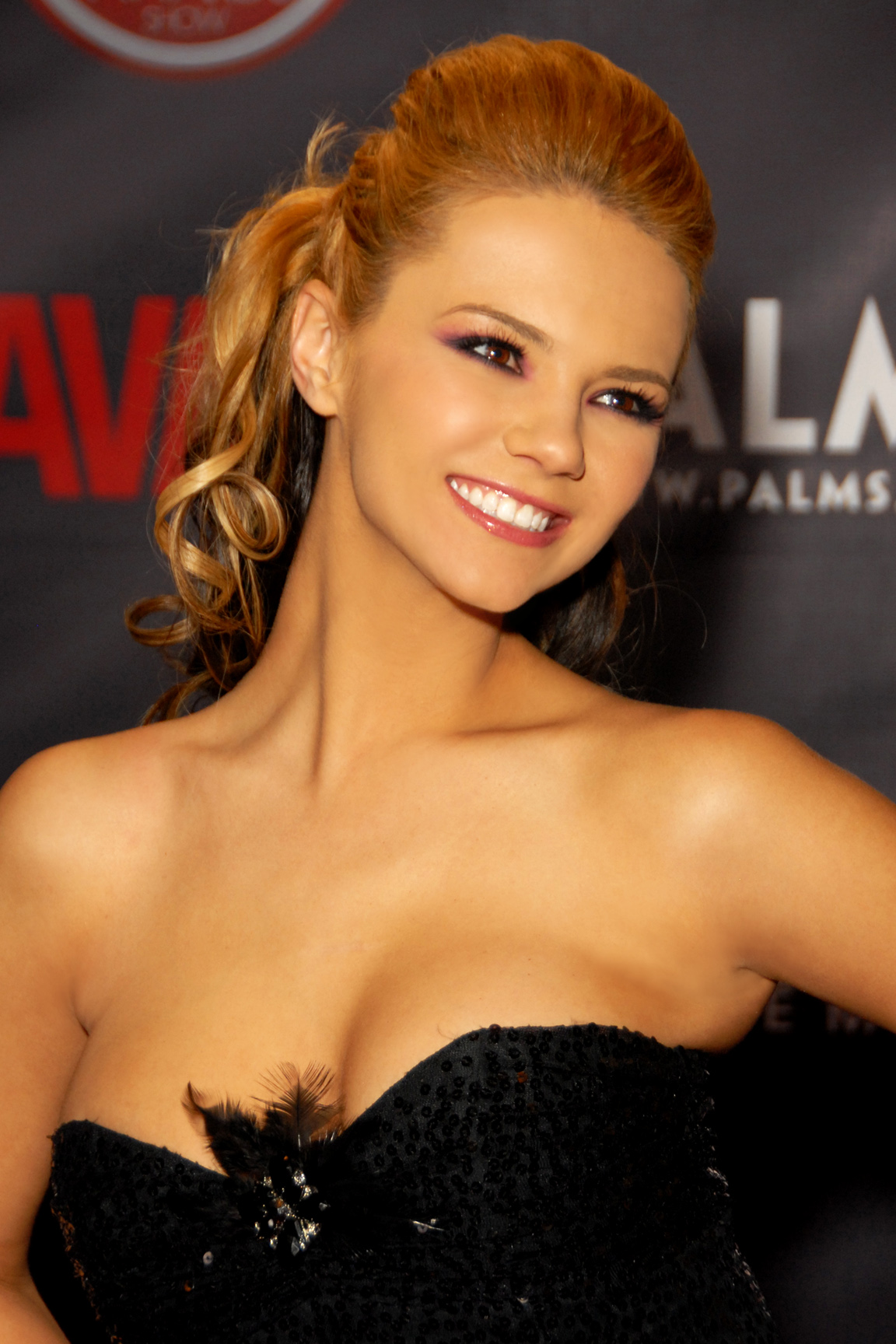
Ashlynn Brooke (* 1985)

- Brooke, Barbara, Baroness Brooke of Ystradfellte (1908–2000), britische Politikerin (Conservative Party)
- Brooke, Basil, 1. Viscount Brookeborough (1888–1973), britischer Politiker
- Brooke, Beth (* 1959), amerikanische Geschäftsfrau
- Brooke, Bob (* 1960), US-amerikanischer Eishockeyspieler
- Brooke, Charles Johnson (1829–1917), Engländer und der Zweite der „weißen Rajas“ von Sarawak (Nord-Borneo)
- Brooke, Charles Vyner (1874–1963), britischer Herrscher Sarawaks (Nord-Borneo), Dritter und Letzter der weißen Rajas
- Brooke, Clive, Baron Brooke of Alverthorpe (* 1942), britischer Politiker (Labour)
- Brooke, Dana (* 1988), amerikanische Wrestlerin
- Brooke, Edward (1919–2015), US-amerikanischer Politiker (Republikanische Partei)
- Brooke, Elizabeth (* 1989), englische Triathletin
- Brooke, Evelyn (1879–1962), neuseeländische, im Ersten Weltkrieg in der neuseeländischen Armee arbeitende Kranken- und Oberschwester
- Brooke, Frances († 1789), englisch-kanadische Schriftstellerin und Dramatikerin
- Brooke, George Doswell (1878–1982), US-amerikanischer Eisenbahnmanager
- Brooke, Henry († 1752), englischer Jurist und Hochschullehrer
- Brooke, Henry James (1771–1857), britischer Unternehmer, Kristallograph, Mineraloge und Sammler
- Brooke, Henry, 11. Baron Cobham (1564–1619), englischer Adliger und Politiker
- Brooke, Henry, Baron Brooke of Cumnor (1903–1984), britischer Politiker (Conservative Party), Mitglied des House of Commons
- Brooke, Hillary (1914–1999), US-amerikanische Schauspielerin
- Brooke, James (1803–1868), englischer Abenteurer, weißer Raja von BorneoJames Brooke (1803–1868)

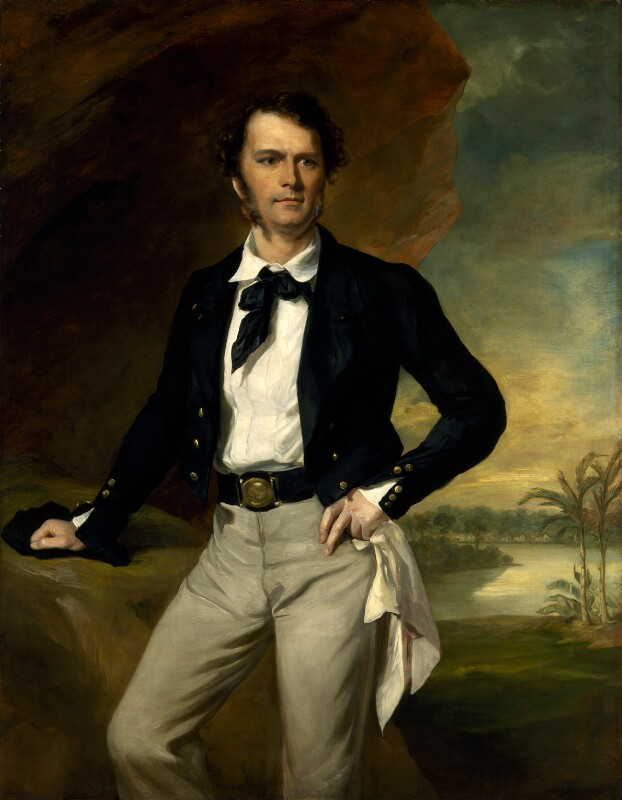
James Brooke (1803–1868)

- Brooke, John Mercer (1826–1906), US-amerikanischer Militärberater und Erfinder
- Brooke, John R. (1838–1926), Generalmajor der US-Armee
- Brooke, John, 7. Baron Cobham († 1512), englischer Adliger
- Brooke, Jonatha (* 1964), US-amerikanische Folksängerin und Songwriterin
- Brooke, Keith (* 1966), britischer Science-Fiction-Autor
- Brooke, Leonard Leslie (1862–1940), britischer Zeichner, Maler und Autor
- Brooke, Lola (* 1994), US-amerikanische Rapperin
- Brooke, Peter, Baron Brooke of Sutton Mandeville (1934–2023), britischer Politiker, Mitglied des House of Commons
- Brooke, Richard Kendall (1930–1996), südafrikanischer Ornithologe
- Brooke, Robert († 1800), britisch-amerikanischer Politiker Virginias und Freimaurer
- Brooke, Rupert (1887–1915), englischer Dichter
- Brooke, Teresa (* 1948), neuseeländisch-englische Squashspielerin
- Brooke, Thomas junior (1659–1731), britischer kommissarischer Kolonialgouverneur der Province of Maryland
- Brooke, Thomas, 8. Baron Cobham († 1529), englischer Peer zur Zeit Heinrichs VIII
- Brooke, Tom (* 1978), britischer SchauspielerTom Brooke (* 1978)

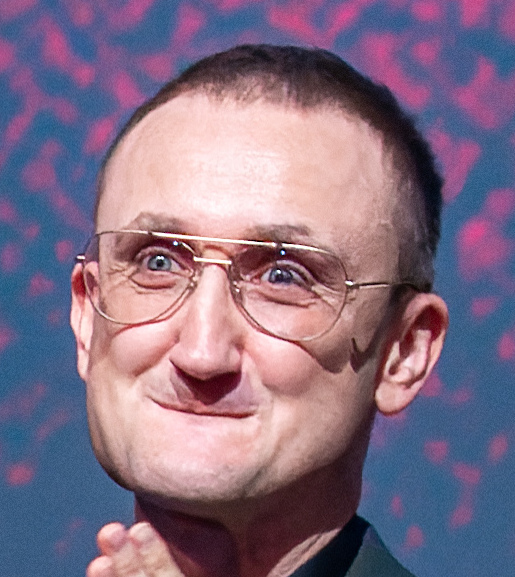
Tom Brooke (* 1978)

- Brooke, Tyler (1886–1943), US-amerikanischer Film- und Theaterschauspieler
- Brooke, Walker (1813–1869), US-amerikanischer Politiker
- Brooke, William Ellsworth (1870–1963), US-amerikanischer Mathematiker
- Brooke, William, 10. Baron Cobham (1527–1597), englischer Adliger und Politiker unter den Tudor
- Brooke, Zinzan (* 1965), neuseeländischer Rugby-Union-Spieler
- Brooke-Houghton, Julian (* 1946), britischer Segler
- Brooke-Popham, Robert (1878–1953), britischer Luftmarschall der Royal Air Force
- Brooke-Rose, Christine (1923–2012), britische Schriftstellerin
- Brooke-Taylor, Tim (1940–2020), britischer Schauspieler
- Brooker, Bertram (1888–1955), kanadischer Maler, Schriftsteller, Dichter, Journalist und Werbefachmann
- Brooker, Charles (1932–2020), kanadischer Eishockeyspieler
- Brooker, Charlie (* 1971), englischer Humorist, Kritiker, Autor, Drehbuchautor, Produzent und Moderator
- Brooker, Edward (1891–1948), australischer Politiker
- Brooker, Gary (1945–2022), britischer RockmusikerGary Brooker (1945–2022)

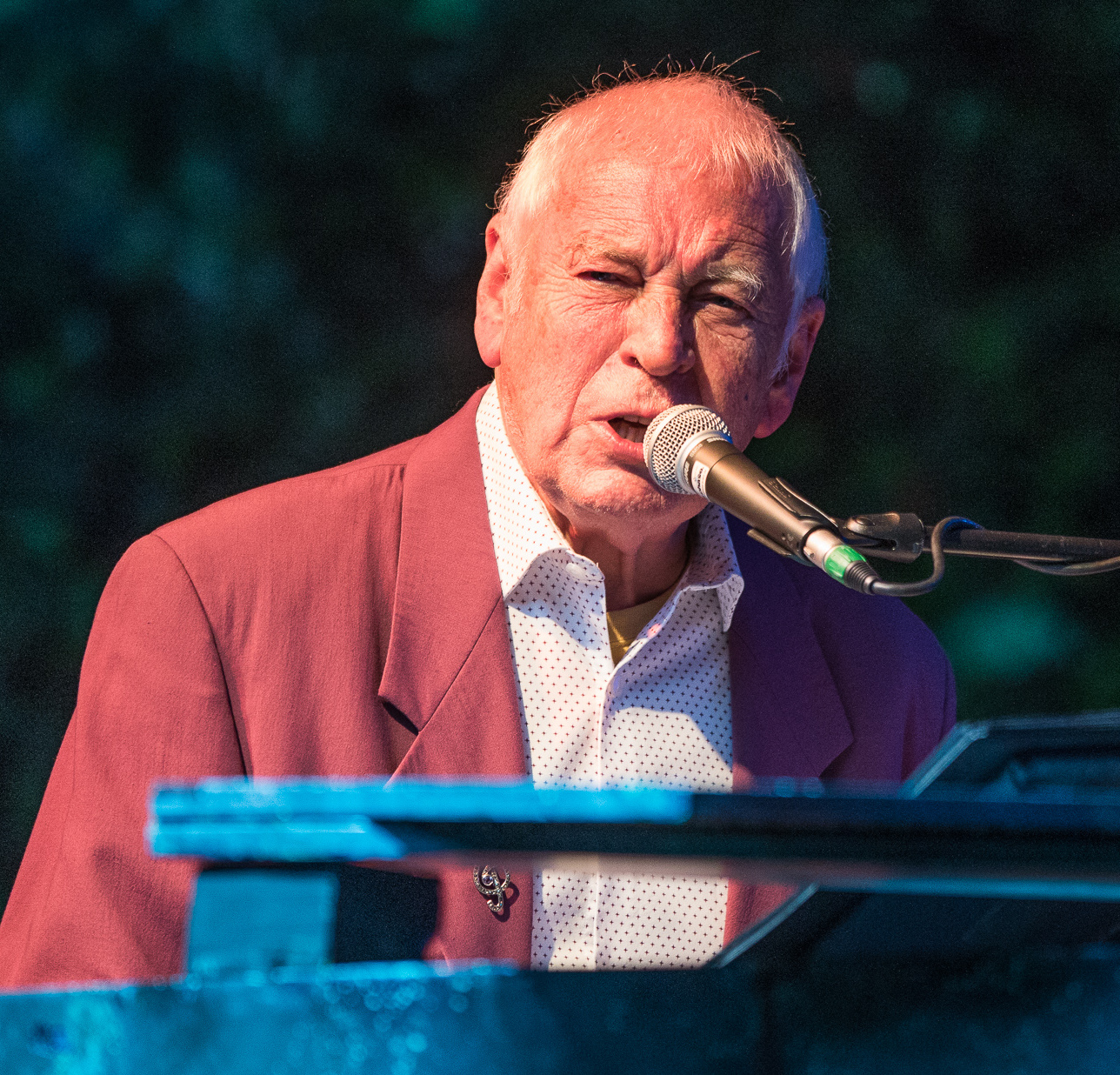
Gary Brooker (1945–2022)

- Brooker, Ian (1934–2016), australischer Botaniker
- Brooker, James (1902–1973), US-amerikanischer Leichtathlet
- Brooker, Richard (1954–2013), britischer Stuntman
- Brooker, Todd (* 1959), kanadischer Skirennläufer
- Brookes, Beata (1931–2015), britische Politikerin, Mitglied des Europäischen Parlaments
- Brookes, Bertram C. (1910–1991), britischer Statistiker und Informationswissenschaftler
- Brookes, Jacqueline (1930–2013), US-amerikanische Schauspielerin
- Brookes, John Henry (1891–1975), britischer Handwerker, Künstler und Pädagoge
- Brookes, Joshua (1761–1833), britischer Biologe und Anatom
- Brookes, Mabel (1890–1975), australische Schriftstellerin
- Brookes, Martin (* 1967), englischer Wissenschaftsjournalist und Sachbuchautor
- Brookes, Mia (* 2007), britische Snowboarderin
- Brookes, Norman (1877–1968), australischer Tennisspieler
- Brookes, Raymond, Baron Brookes (1909–2002), britischer Ingenieur und Unternehmer
- Brookes, Stephen, Informatiker
- Brookes, William Penny (1809–1895), britischer Mediziner und Sportpionier

#### Brookf
- Brookfield, Harold (1926–2022), britisch-australischer Geograph

#### Brookh
- Brookhart, Maurice (* 1942), US-amerikanischer Chemiker
- Brookhart, Smith W. (1869–1944), US-amerikanischer Politiker
- Brookhouse, Graham (* 1962), britischer Pentathlet

#### Brooki
- Brooking, Charles (1723–1759), englischer Maler, Zeichner, Aquarellist, Illustrator
- Brooking, Dorothea (1916–1999), britische Filmregisseurin, Drehbuchautorin und Filmproduzentin
- Brooking, Keith (* 1975), US-amerikanischer American-Football-Spieler
- Brooking, Patrick (1937–2014), britischer Heeresoffizier
- Brooking, Tom (* 1949), neuseeländischer Historiker
- Brooking, Trevor (* 1948), englischer Fußballspieler und Fußballtrainer
- Brookings, Robert Somers (1850–1932), US-amerikanischer Industrieller, Unternehmer und Philanthrop
- Brookins, Carole (1943–2020), US-amerikanische Geschäftsfrau und Regierungsbeamtin
- Brookins, Charles (1899–1960), US-amerikanischer Hürdenläufer

#### Brookm
- Brookman, David (1917–2000), australischer Politiker (Liberal and Country League)
- Brookman, David, Baron Brookman (1937–2025), britischer Gewerkschafter und Politiker (Labour Party)
- Brookman-Amissah, Eunice (* 1945), ghanaische Ärztin, Politikerin und Diplomatin
- Brookmann, Walter (1901–1957), deutscher Politiker (DVP, CDU), MdB
- Brookmeyer, Bob (1929–2011), US-amerikanischer Jazz-Musiker (Posaune, Piano), Arrangeur und KomponistBob Brookmeyer (1929–2011)

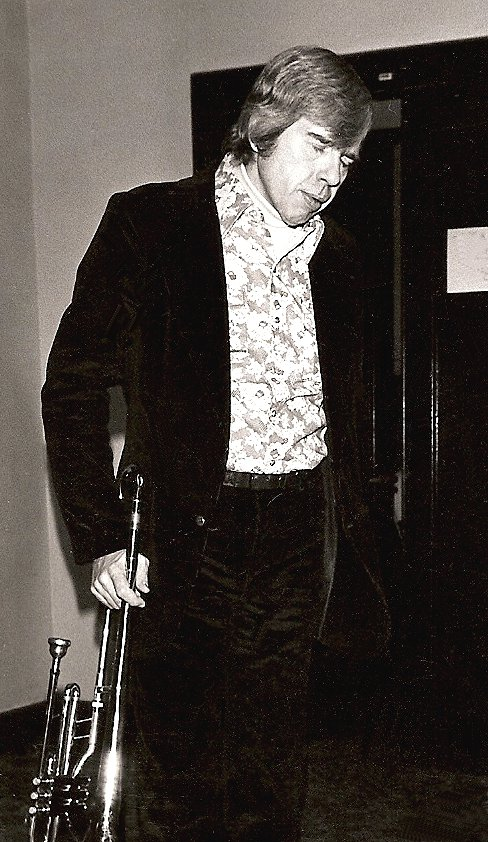
Bob Brookmeyer (1929–2011)

- Brookmyre, Christopher (* 1968), schottischer Romanautor

#### Brookn
- Brookner, Anita (1928–2016), britische Schriftstellerin, Kunsthistorikerin und Hochschullehrerin

#### Brooks
- Brooks (* 1995), niederländischer DJ und Musikproduzent
- Brooks Swope, Tracy (* 1952), US-amerikanische Schauspielerin
- Brooks, Aaron (* 1985), US-amerikanischer Basketballspieler
- Brooks, Abbey (* 1983), US-amerikanische Pornodarstellerin, Schauspielerin und Model
- Brooks, Adam (* 1956), kanadischer Drehbuchautor und Filmregisseur
- Brooks, Adam (* 1996), kanadischer Eishockeyspieler

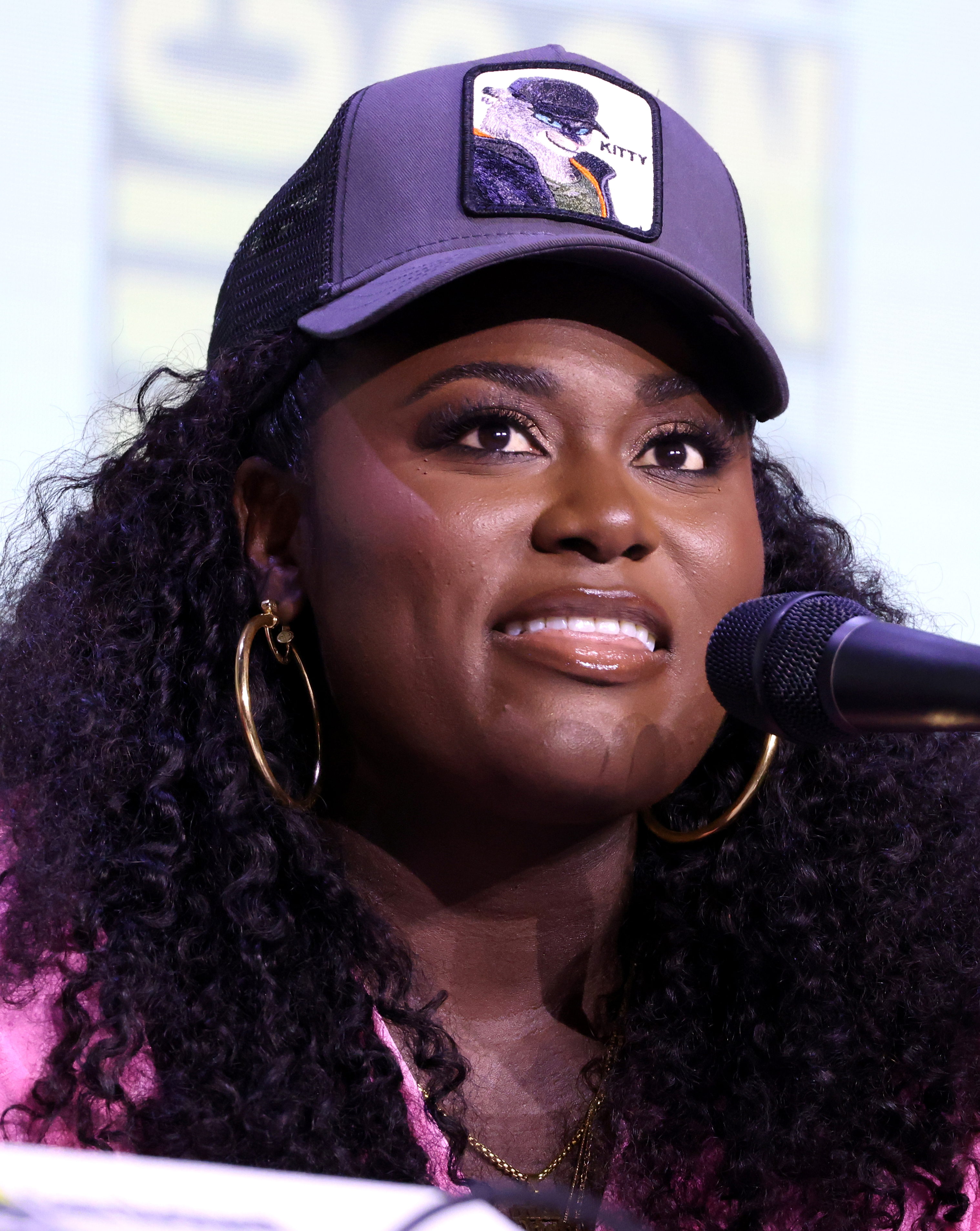
Danielle Brooks (* 1989)

- Brooks, Ahmad (* 1984), US-amerikanischer American-Football-Spieler
- Brooks, Aimee (* 1974), US-amerikanische Filmproduzentin und ehemalige Schauspielerin
- Brooks, Alan (* 1977), britischer Choreograph, Balletttänzer und Tanzpädagoge
- Brooks, Albert (* 1947), US-amerikanischer SchauspielerAlbert Brooks (* 1947)

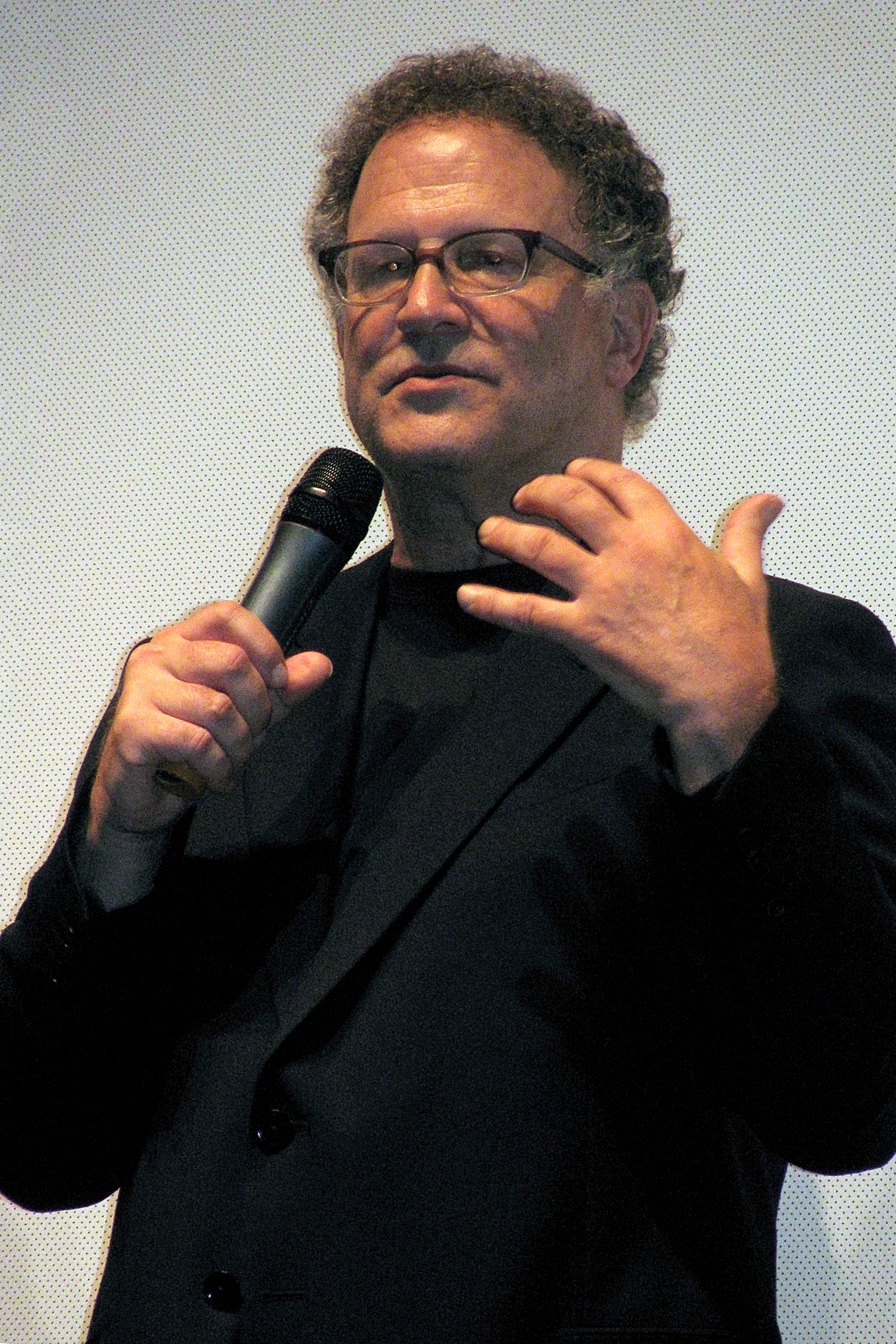
Albert Brooks (* 1947)

- Brooks, Alfred Johnson (1890–1967), kanadischer Politiker
- Brooks, Alfred Mansfield (1870–1963), US-amerikanischer Kunsthistoriker
- Brooks, Alice, US-amerikanische Kamerafrau
- Brooks, Alison (* 1962), kanadisch-britische Architektin
- Brooks, Allan (1869–1946), britisch-kanadischer Vogelmaler und Ornithologe
- Brooks, Amanda (* 1981), US-amerikanische Schauspielerin
- Brooks, Amber (* 1991), US-amerikanische Fußballspielerin
- Brooks, Andrea (* 1989), kanadische Schauspielerin
- Brooks, Angie E. (1928–2007), liberianische Diplomatin und Juristin
- Brooks, Anna (* 1974), britische Jazzmusikerin (Sopran- und Tenorsaxophon) und Komponistin
- Brooks, Art (1892–1987), kanadischer Eishockeytorwart
- Brooks, Arthur, US-amerikanischer Jazzmusiker (Trompete) und Hochschullehrer
- Brooks, Arthur C. (* 1964), US-amerikanischer Wirtschafts-, Politikwissenschaftler, Soziologe und Sachbuchautor
- Brooks, Avery (* 1948), US-amerikanischer Schauspieler und RegisseurAvery Brooks (* 1948)

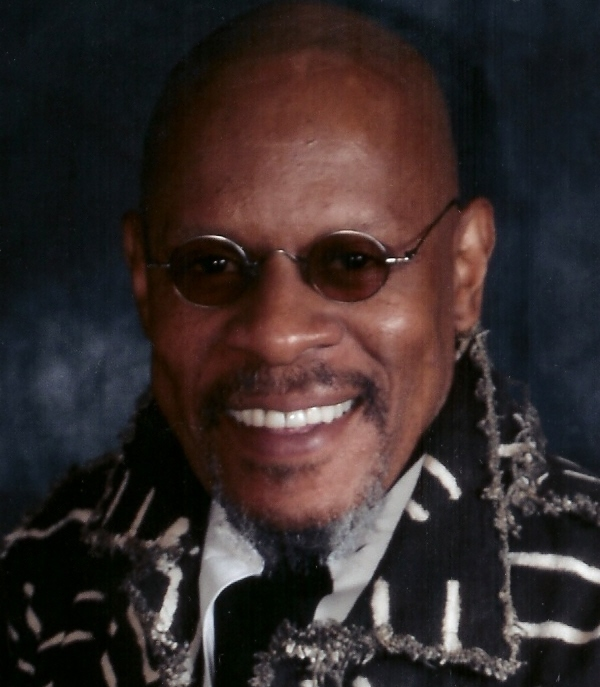
Avery Brooks (* 1948)

- Brooks, Ben (* 1992), britischer Schriftsteller
- Brooks, Benjamin (* 1979), australischer Radrennfahrer
- Brooks, Bernice, US-amerikanische Jazzmusikerin (Schlagzeug)
- Brooks, Billy (1943–2023), US-amerikanischer Jazzperkussionist
- Brooks, Bradley (* 2000), englischer Dartspieler
- Brooks, Brandon (* 1981), US-amerikanischer Wasserballspieler
- Brooks, Brandon (* 1987), US-amerikanischer Basketballspieler
- Brooks, Brandon (* 1989), US-amerikanischer Footballspieler
- Brooks, Brendan (* 1978), britisch-kanadischer Eishockeyspieler
- Brooks, Bryant B. (1861–1944), US-amerikanischer Politiker, Gouverneur
- Brooks, Bubba (1922–2002), US-amerikanischer Jazzmusiker und Komponist
- Brooks, C. Wayland (1897–1957), US-amerikanischer Politiker (Republikanische Partei)
- Brooks, Caroline Shawk (1840–1913), US-amerikanische Bildhauerin
- Brooks, Cecil III (* 1961), US-amerikanischer Jazz-Schlagzeuger
- Brooks, Cedric (1943–2013), jamaikanischer Reggae-Musiker und Saxophonist
- Brooks, Charles Ernest Pelham (1888–1957), britischer Meteorologe und Klimatologe
- Brooks, Charlie (1942–1982), US-amerikanischer Mörder
- Brooks, Charlie (* 1981), britische Schauspielerin
- Brooks, Cleanth (1906–1994), amerikanischer Literaturwissenschaftler
- Brooks, Dallas (1896–1966), britischer General, Gouverneur von Victoria
- Brooks, Danielle (* 1989), US-amerikanische SchauspielerinDanielle Brooks (* 1989)
- Brooks, Darin (* 1984), US-amerikanischer Schauspieler
- Brooks, David (1756–1838), US-amerikanischer Jurist und Politiker
- Brooks, David (* 1961), US-amerikanischer WirtschaftsjournalistDavid Brooks (* 1961)

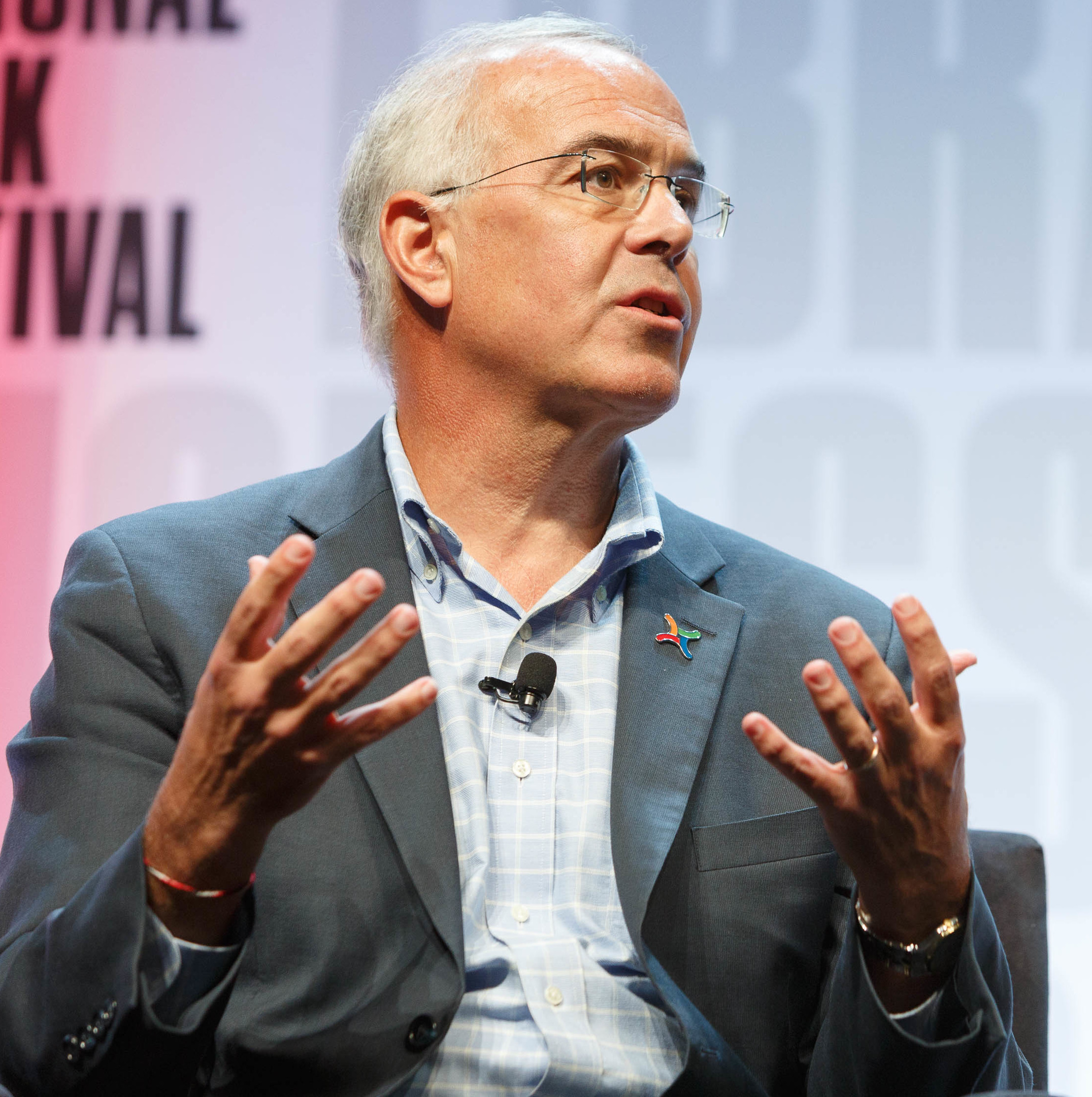
David Brooks (* 1961)

- Brooks, David (* 1997), englisch-walisischer Fußballspieler
- Brooks, David Allen (* 1947), amerikanischer Schauspieler
- Brooks, David, 5. Baron Crawshaw (* 1934), britischer Peer und Politiker (Conservative Party)
- Brooks, Declan (* 1996), britischer BMX-Fahrer
- Brooks, De’Mon (* 1992), US-amerikanischer Basketballspieler
- Brooks, Derrick (* 1973), US-amerikanischer Footballspieler
- Brooks, Dillon (* 1996), kanadischer Basketballspieler
- Brooks, Donald (1928–2005), US-amerikanischer Modedesigner und Kostümbildner
- Brooks, Donnie (1936–2007), amerikanischer Rocksänger
- Brooks, Dudley (1913–1989), US-amerikanischer Jazzmusiker
- Brooks, Edmond (1950–2022), australischer Wasserballspieler
- Brooks, Edward H. (1893–1978), US-amerikanischer Offizier, Generalleutnant der US Army
- Brooks, Edward Schroeder (1867–1957), US-amerikanischer Politiker
- Brooks, Edwin B. (1868–1933), US-amerikanischer Politiker
- Brooks, Edwy Searles (1889–1965), britischer Schriftsteller
- Brooks, Elkie (* 1945), britische Sängerin
- Brooks, Ernest Walter (1863–1955), englischer Syrologe
- Brooks, Ethel, US-amerikanische Soziologin
- Brooks, Francis (1924–2010), irischer römisch-katholischer Geistlicher, Bischof von Dromore
- Brooks, Franklin E. (1860–1916), US-amerikanischer Politiker
- Brooks, Frederick P. (1931–2022), US-amerikanischer Informatiker
- Brooks, Garnet (1937–2009), kanadischer Sänger und Gesangspädagoge
- Brooks, Garth (* 1962), US-amerikanischer Country-MusikerGarth Brooks (* 1962)

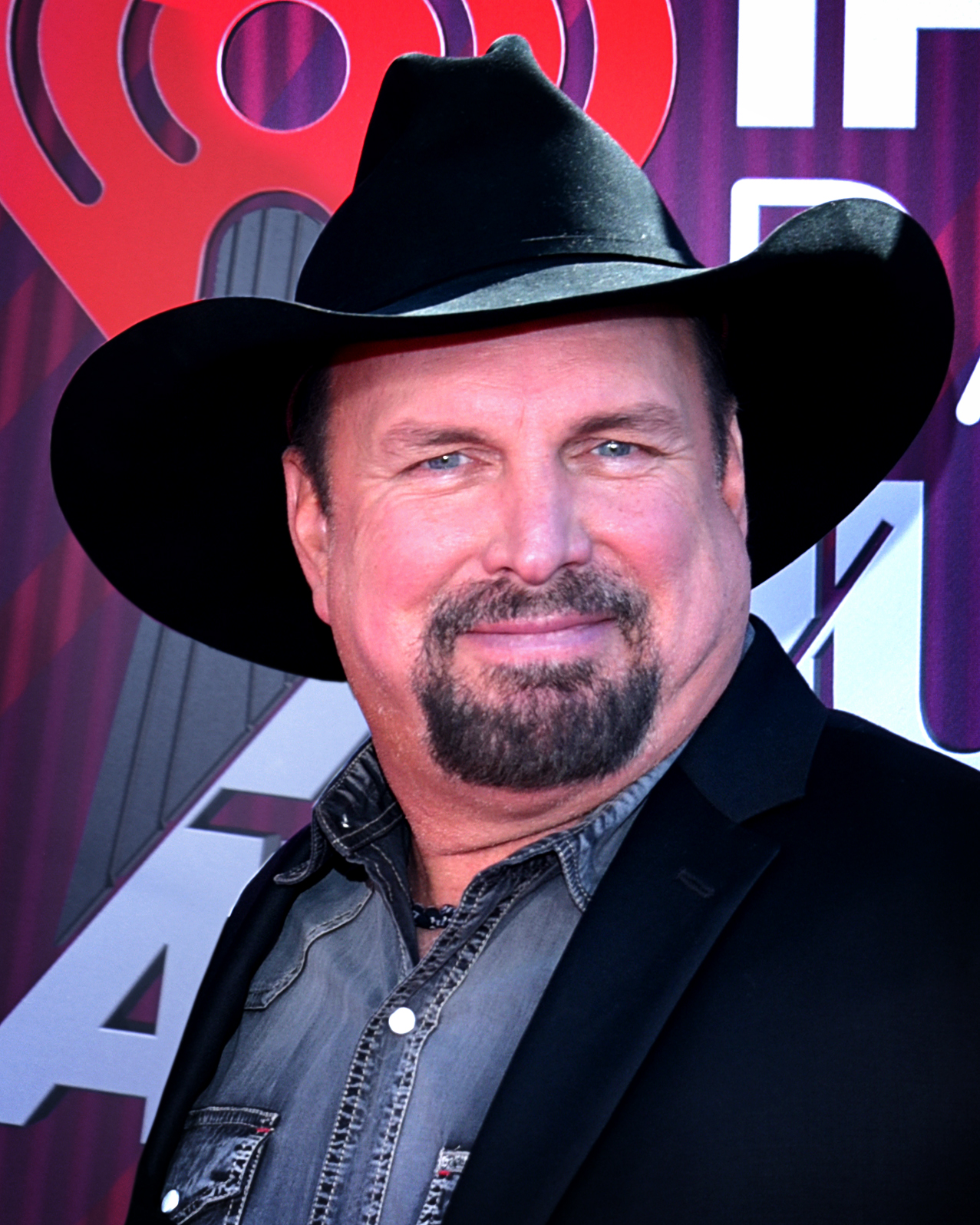
Garth Brooks (* 1962)

- Brooks, Gene, US-amerikanischer Blues-, R&B- und Jazzmusiker
- Brooks, George (* 1956), amerikanischer Jazzmusiker (Sopran- und Tenorsaxophon) und Komponist
- Brooks, George M. (1824–1893), US-amerikanischer Politiker
- Brooks, Geraldine (1925–1977), US-amerikanische Schauspielerin
- Brooks, Geraldine (* 1955), australische Journalistin und Schriftstellerin
- Brooks, Gerard, britischer Organist und Hochschullehrer
- Brooks, Golden (* 1970), US-amerikanische Schauspielerin
- Brooks, Gwendolyn (1917–2000), US-amerikanische Schriftstellerin
- Brooks, Hadda (1916–2002), US-amerikanische R&B- und Jazzpianistin, Sängerin und Komponistin
- Brooks, Harriet (1876–1933), kanadische Atomphysikerin
- Brooks, Harry (1895–1970), US-amerikanischer Pianist, Komponist und Songwriter
- Brooks, Harry W. junior (1928–2017), US-amerikanischer Offizier, Generalmajor der US-Army
- Brooks, Harvey (1915–2004), amerikanischer Physiker im Bereich der Angewandten Physik und wissenschaftlicher Berater mehrerer US-Präsidenten
- Brooks, Harvey (* 1944), US-amerikanischer Rock-Bassist
- Brooks, Hazel (1924–2002), US-amerikanische Schauspielerin
- Brooks, Herb (1937–2003), US-amerikanischer Eishockeyspieler und -trainerHerb Brooks (1937–2003)

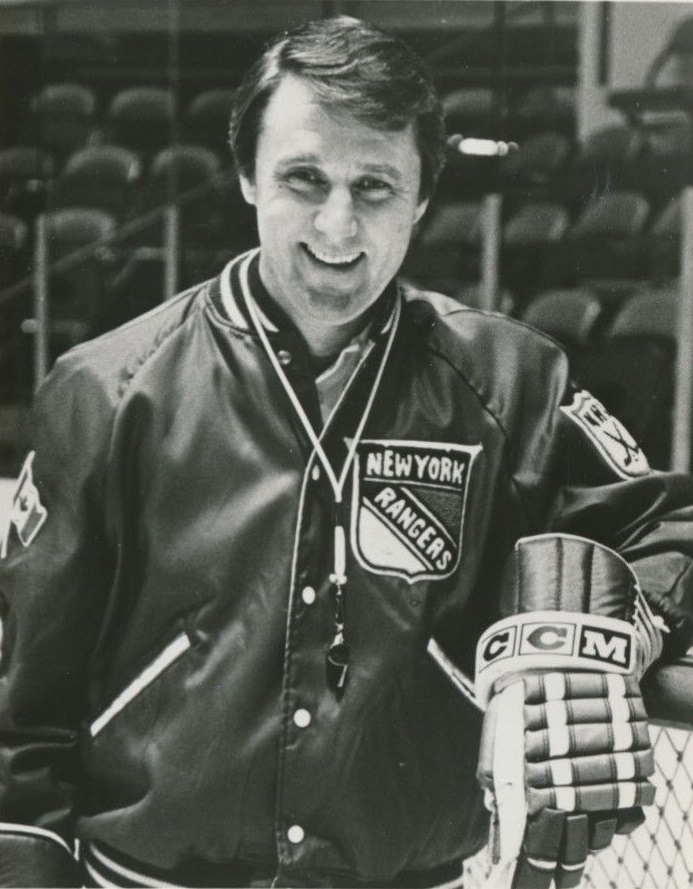
Herb Brooks (1937–2003)

- Brooks, Holly (* 1982), US-amerikanische Skilangläuferin

Richard Brooks (* 1962)

- Brooks, J. Twing (1884–1956), US-amerikanischer Politiker
- Brooks, Jack (1912–1971), US-amerikanischer Jazzmusiker
- Brooks, Jack Bascom (1922–2012), US-amerikanischer Politiker
- Brooks, James (1810–1873), US-amerikanischer Politiker
- Brooks, James (1906–1992), US-amerikanischer Maler
- Brooks, James (* 1988), US-amerikanischer American-Football-Spieler
- Brooks, James L. (* 1940), US-amerikanischer Filmproduzent, Filmregisseur und Drehbuchautor
- Brooks, Jason (* 1966), US-amerikanischer Schauspieler
- Brooks, Javille (* 1984), anguillanischer Fußballspieler
- Brooks, Joe (1923–2007), US-amerikanischer Schauspieler
- Brooks, Joe (* 1971), britischer Biathlet
- Brooks, John (1752–1825), US-amerikanischer Politiker und Gouverneur des Bundesstaates Massachusetts (1816–1823)
- Brooks, John (1910–1990), US-amerikanischer Weitspringer
- Brooks, John (* 1990), britischer Fußballschiedsrichter
- Brooks, John Anthony (* 1993), deutsch-US-amerikanischer FußballspielerJohn Anthony Brooks (* 1993)

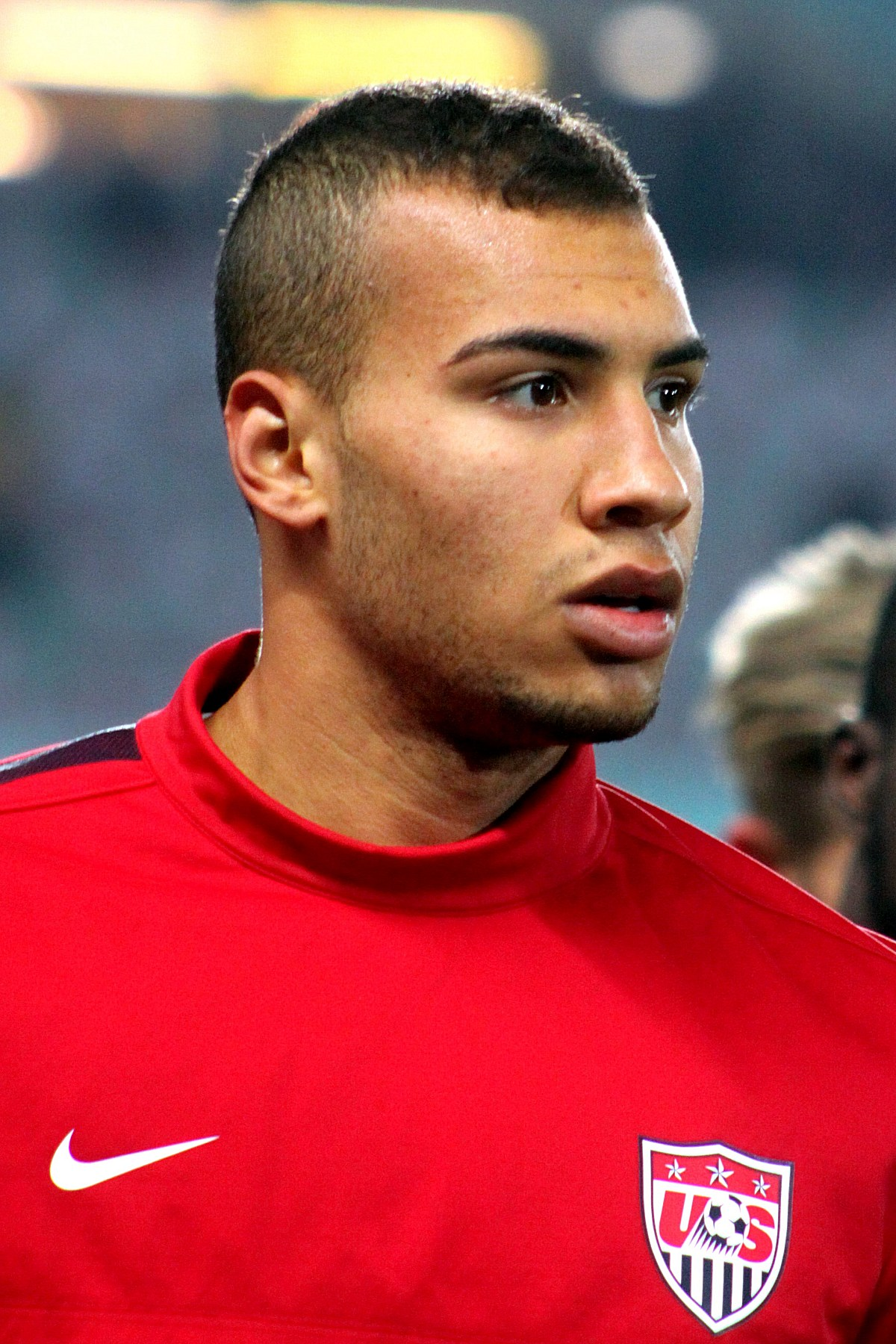
John Anthony Brooks (* 1993)

- Brooks, John Benson (1917–1999), US-amerikanischer Jazzpianist und Komponist
- Brooks, John E. (1923–2012), US-amerikanischer Jesuit und Hochschullehrer
- Brooks, John Pascal (1861–1957), US-amerikanischer Bauingenieur
- Brooks, John, Baron Brooks of Tremorfa (1927–2016), britischer Politiker (Labour Party), Life Peer und Boxsport-Funktionär
- Brooks, Jordyn (* 1997), US-amerikanischer American-Football-Spieler
- Brooks, Joseph (1938–2011), US-amerikanischer Drehbuchautor, Regisseur, Produzent und Komponist
- Brooks, Kenny (* 1966), US-amerikanischer Jazzmusiker
- Brooks, Kevin (* 1959), britischer Schriftsteller
- Brooks, Kimberly (* 1981), US-amerikanische Synchronsprecherin
- Brooks, Lela (1908–1990), kanadische Eisschnellläuferin
- Brooks, Leslie (1922–2011), US-amerikanische Schauspielerin
- Brooks, Lonnie (1933–2017), US-amerikanischer Blues-Gitarrist
- Brooks, Louise (1906–1985), US-amerikanische FilmschauspielerinLouise Brooks (1906–1985)

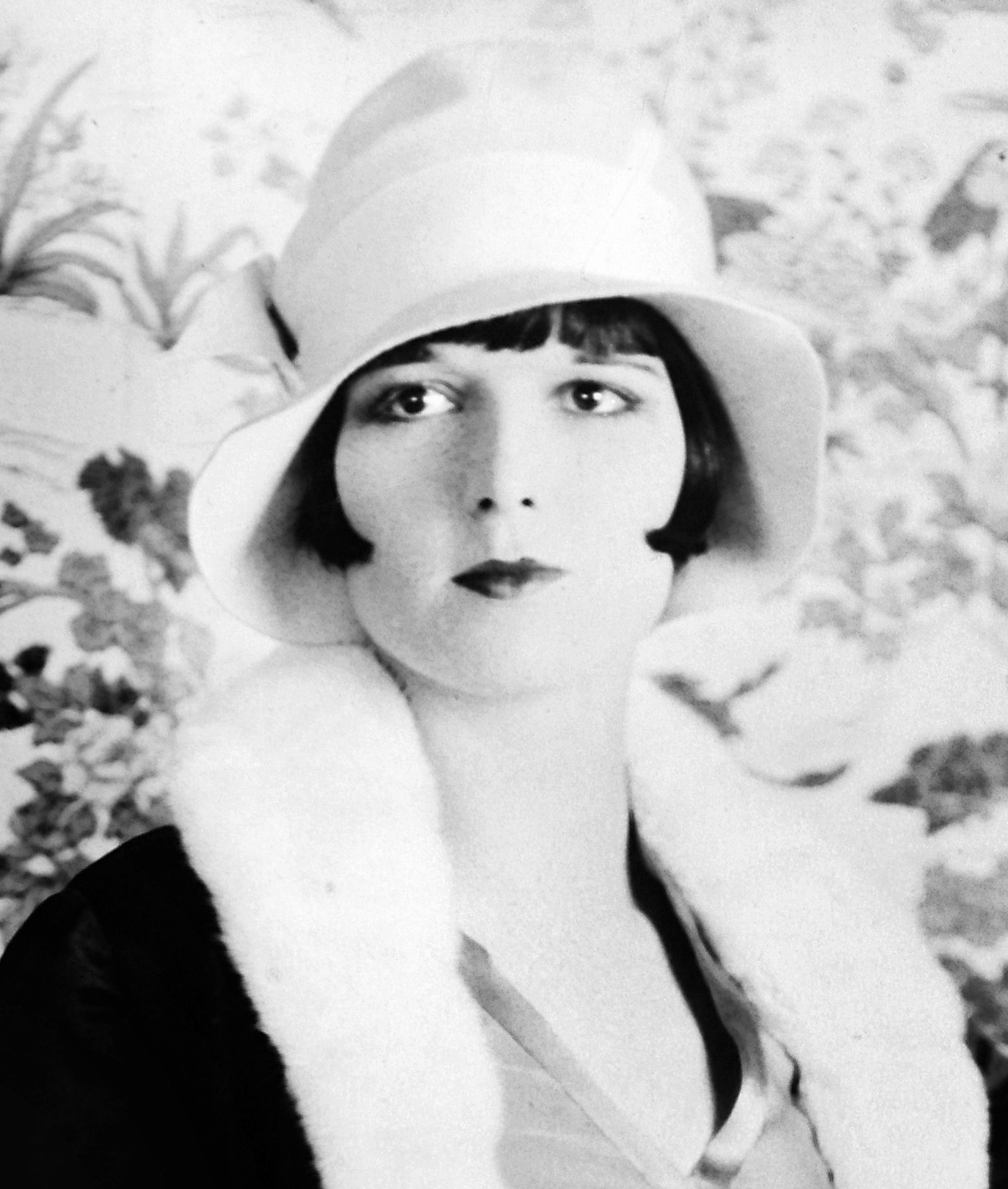
Louise Brooks (1906–1985)

- Brooks, M. L. (* 1905), US-amerikanischer Lehrer und Politiker (Demokratische Partei)
- Brooks, Madeleine (* 1997), britische Tennisspielerin
- Brooks, Mailen (* 2000), kubanische Speerwerferin
- Brooks, MarShon (* 1989), US-amerikanischer Basketballspieler
- Brooks, Martha (* 1944), kanadische Schriftstellerin und Jazzsängerin
- Brooks, Martin E. (1925–2015), US-amerikanischer Schauspieler
- Brooks, Matilda Moldenhauer (1888–1981), US-amerikanische Biologin
- Brooks, Max (* 1972), US-amerikanischer Drehbuchautor und Schriftsteller
- Brooks, Mehcad (* 1980), US-amerikanischer Schauspieler
- Brooks, Mel (* 1926), US-amerikanischer Komiker und RegisseurMel Brooks (* 1926)

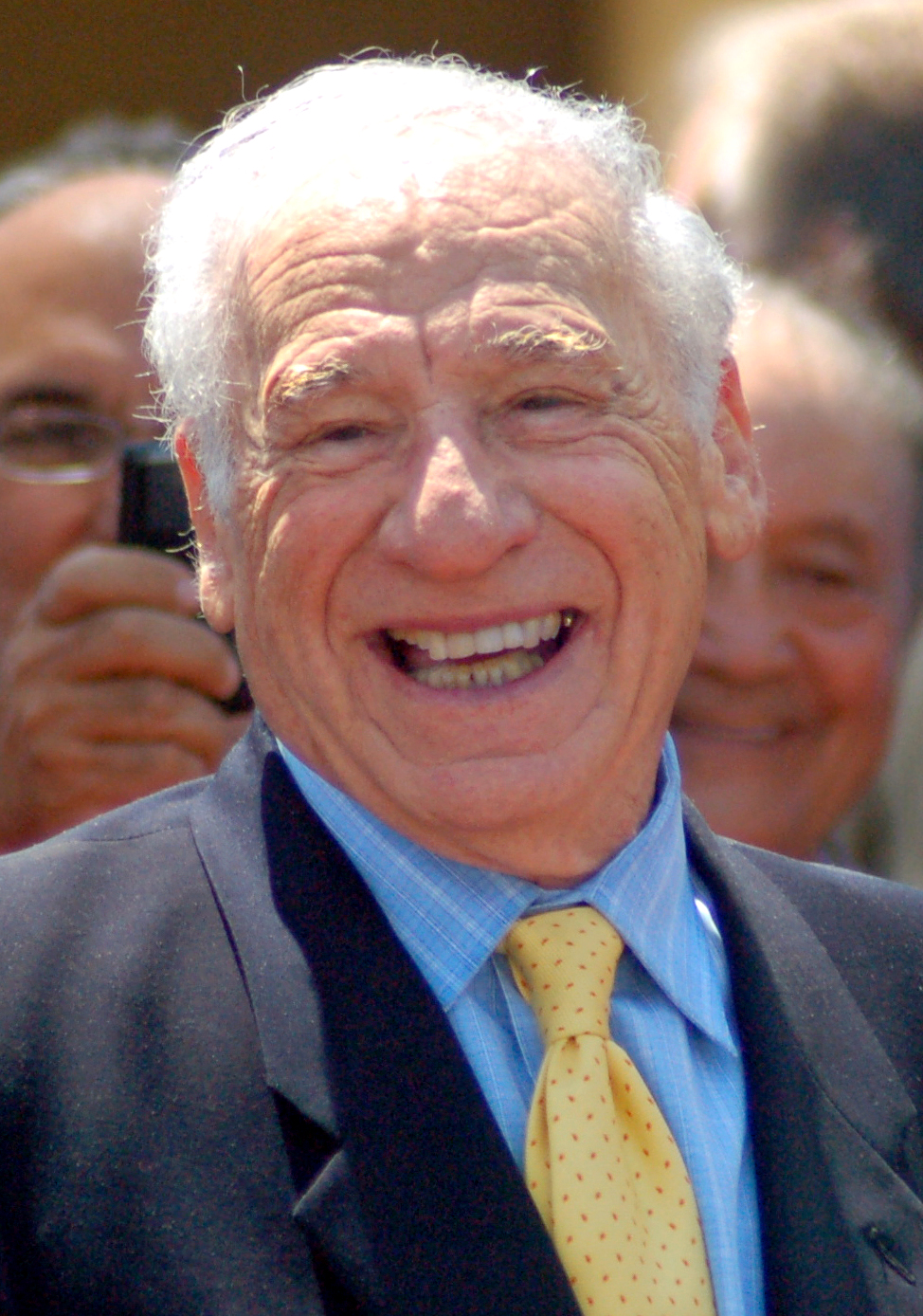
Mel Brooks (* 1926)

- Brooks, Meredith (* 1958), US-amerikanische Sängerin und Songwriterin
- Brooks, Micah (1775–1857), US-amerikanischer Jurist und Politiker
- Brooks, Michael (1958–2016), US-amerikanischer Basketballspieler und -trainer
- Brooks, Michael J. (1983–2020), US-amerikanischer politischer Journalist, Moderator, Satiriker und Autor
- Brooks, Mo (* 1954), US-amerikanischer Politiker
- Brooks, Nathan (1933–2020), US-amerikanischer Boxer
- Brooks, Neil (* 1962), australischer Schwimmer
- Brooks, Nicholas (1941–2014), britischer Mittelalterhistoriker
- Brooks, Nicholas (* 1964), britischer Spezialeffektkünstler und VFX Supervisor
- Brooks, Norman (1928–2006), kanadischer Sänger
- Brooks, Overton (1897–1961), US-amerikanischer Politiker
- Brooks, Paige (* 1980), US-amerikanische Schauspielerin, Tänzerin, Sängerin und ein Model
- Brooks, Patricia (* 1957), österreichische Autorin
- Brooks, Pattie, US-amerikanische Disco-Sängerin
- Brooks, Paul (* 1959), britischer Filmproduzent
- Brooks, Phillips (1835–1893), US-amerikanischer Geistlicher, Bischof der Episkopalkirche
- Brooks, Phyllis (1915–1995), US-amerikanische Schauspielerin und Fotomodell
- Brooks, Preston (1819–1857), amerikanischer Politiker der Südstaaten
- Brooks, R. Leonard (1916–1993), britischer Mathematiker
- Brooks, Ralph G. (1898–1960), US-amerikanischer Politiker
- Brooks, Rand (1918–2003), US-amerikanischer Schauspieler

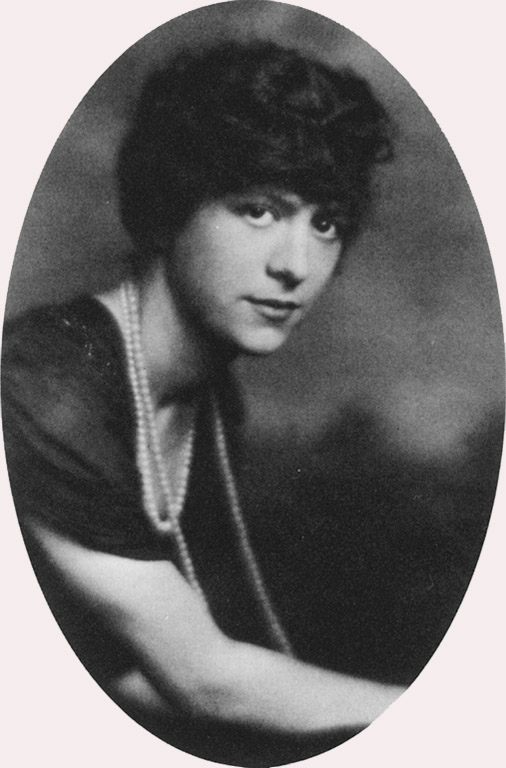
Romaine Brooks (1874–1970)

- Brooks, Randy (1919–1967), US-amerikanischer Jazztrompeter und Bandleader
- Brooks, Randy (* 1950), US-amerikanischer Schauspieler
- Brooks, Rayshard († 2020), US-amerikanisches Opfer eines Polizeieinsatzes
- Brooks, Rebekah (* 1968), britische Journalistin
- Brooks, Richard (1912–1992), US-amerikanischer Drehbuchautor, Regisseur und Produzent in Hollywood
- Brooks, Richard (* 1962), US-amerikanischer SchauspielerRichard Brooks (* 1962)
- Brooks, Rick (* 1956), US-amerikanischer Basketballtrainer
- Brooks, Robert C. (1874–1941), US-amerikanischer Wirtschafts- und Politikwissenschaftler
- Brooks, Rodney A. (* 1954), australischer Informatiker und Kognitionswissenschaftler
- Brooks, Romaine (1874–1970), US-amerikanische Malerin und BildhauerinRomaine Brooks (1874–1970)
- Brooks, Ronnie Baker (* 1967), US-amerikanischer Blues-Musiker
- Brooks, Roy (1938–2005), US-amerikanischer Jazzschlagzeuger
- Brooks, Ryan (* 1988), US-amerikanischer Basketballspieler
- Brooks, Scott (* 1965), US-amerikanischer Basketballtrainer
- Brooks, Shamarh (* 1988), Cricketspieler der West Indies
- Brooks, Sheri-Ann (* 1983), jamaikanische Leichtathletin
- Brooks, Skylan (* 1999), US-amerikanischer Schauspieler
- Brooks, Stella (1915–2002), US-amerikanische Jazz-Sängerin
- Brooks, Steven (* 1973), US-amerikanischer Politiker
- Brooks, Susan (* 1960), US-amerikanische Politikerin
- Brooks, Taliyah (* 1995), US-amerikanische Siebenkämpferin
- Brooks, Terry (* 1944), US-amerikanischer Fantasy-SchriftstellerTerry Brooks (* 1944)

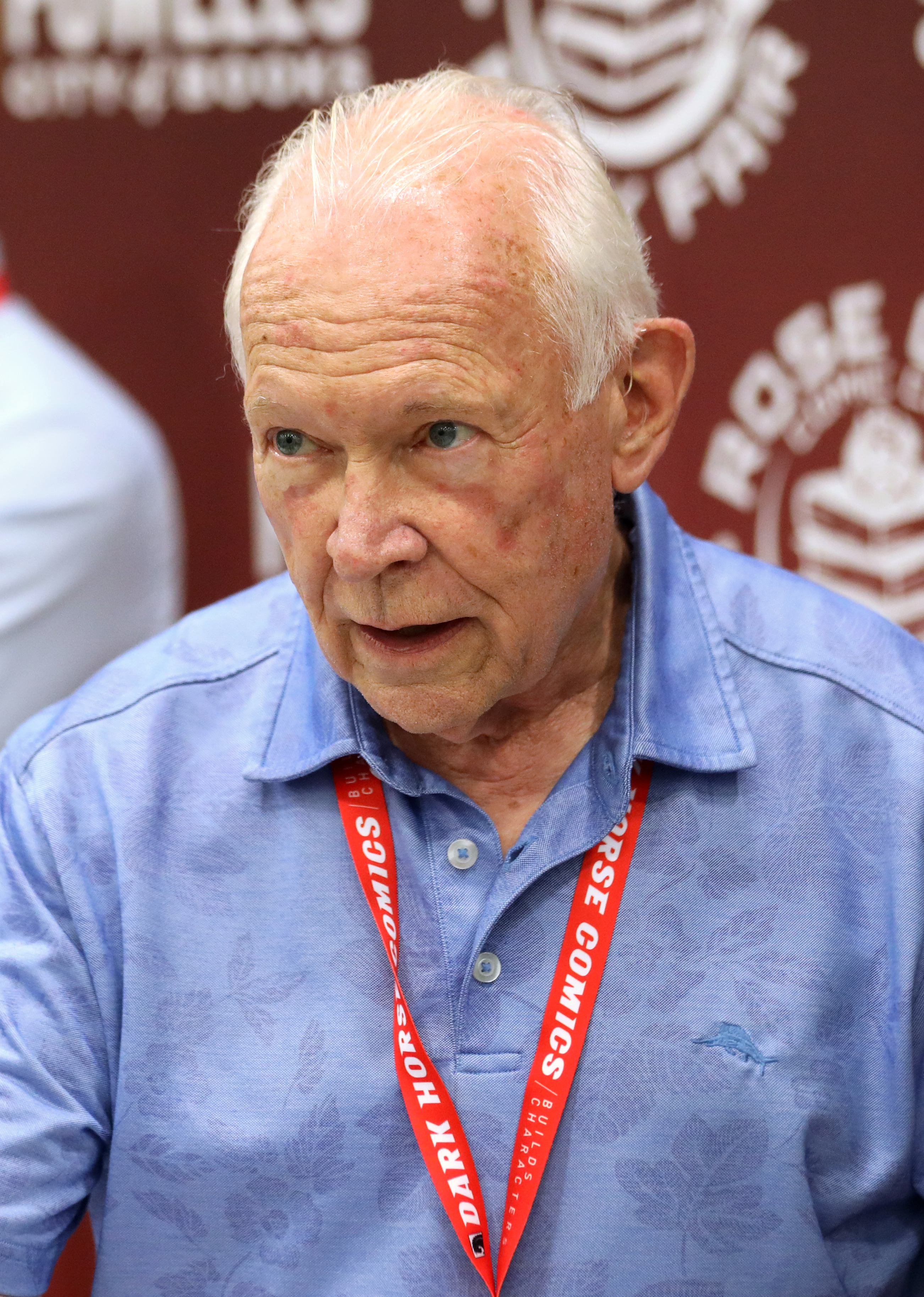
Terry Brooks (* 1944)

- Brooks, Thomas (1818–1891), britischer Maler
- Brooks, Tina (1932–1974), US-amerikanischer Jazz-Altsaxophonist
- Brooks, Tony (1932–2022), britischer Formel-1-Rennfahrer
- Brooks, Travis (* 1980), australischer Hockeyspieler
- Brooks, Van Wyck (1886–1963), US-amerikanischer Literaturkritiker und Historiker
- Brooks, Victor (* 1941), jamaikanischer Weit- und Dreispringer
- Brooks, Vincent K. (* 1958), US-amerikanischer Militär, General der US Army
- Brooks, Virginia (1886–1929), US-amerikanische Frauenrechtlerin und Autorin
- Brooks, William (1786–1867), britischer Architekt
- Brooks, William Edwin (1828–1899), irischer Ornithologe und in Indien tätiger Bauingenieur
- Brooks, William Keith (1848–1908), US-amerikanischer Zoologe
- Brooks, William Robert (1844–1921), englisch-amerikanischer Astronom
- Brooks, William T. (1887–1964), US-amerikanischer Soldat, Immobilienmakler, Geschäftsmann und Politiker
- Brooks, William T. H. (1821–1870), US-amerikanischer Generalmajor
- Brooks-Dalton, Lily (* 1987), US-amerikanische Schriftstellerin
- Brooks-King, Reginald (1861–1938), britischer Bogenschütze
- Brooksbank, Eugenie (* 1990), britische PrinzessinEugenie Brooksbank (* 1990)

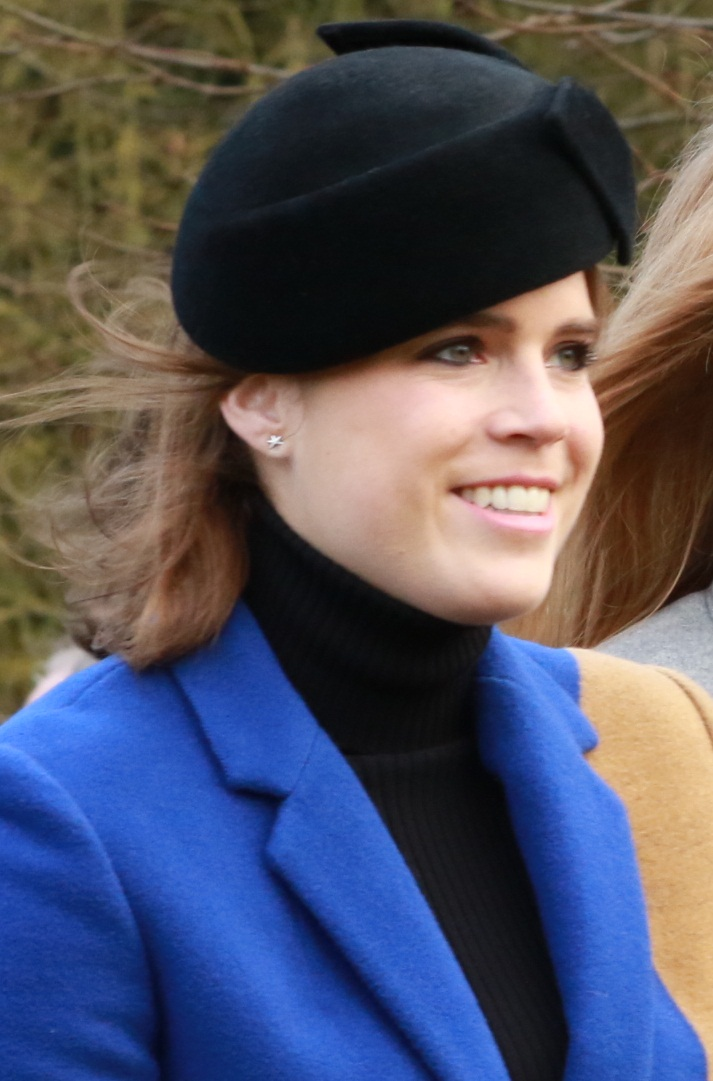
Eugenie Brooksbank (* 1990)

- Brooksby, Jenson (* 2000), US-amerikanischer Tennisspieler
- Brookshaw, Dorothy (1912–1962), kanadische Leichtathletin
- Brookshire, Elijah V. (1856–1936), US-amerikanischer Politiker
- Brookside, Xia (* 1998), englische Wrestlerin
- Brookstein, Steve (* 1968), britischer Sänger

### Broom
- Broom, Bobby (* 1961), US-amerikanischer Jazzgitarrist und Musikpädagoge
- Broom, Charles (* 1998), britischer Tennisspieler
- Broom, Christina (1862–1939), englische Fotografin
- Broom, Jacob (1752–1810), amerikanischer Unternehmer und Politiker und einer der Gründerväter der Vereinigten Staaten
- Broom, Jacob (1808–1864), US-amerikanischer Politiker
- Broom, James M. (1776–1850), US-amerikanischer Politiker
- Broom, Mark (* 1971), britischer Techno-Musiker und -DJ
- Broom, Robert (1866–1951), südafrikanischer Arzt und Paläontologe
- Broom, Romell (1956–2020), US-amerikanischer Straftäter
- Broomall, John Martin (1816–1894), US-amerikanischer Politiker
- Broombeck (* 1974), deutscher Musikproduzent, Live Performer
- Broomberg, Adam (* 1970), südafrikanischer Künstler, Kunstpädagoge und Aktivist
- Broome, Claire V. (* 1949), US-amerikanische Infektionsepidemiologin
- Broome, David (* 1940), britischer Springreiter
- Broome, Frederick (1842–1896), britischer Gouverneur
- Broome, James (1808–1883), US-amerikanischer Politiker
- Broome, John (1738–1810), US-amerikanischer Politiker
- Broome, John (1913–1999), US-amerikanischer Comicautor
- Broome, John (* 1947), britischer Moralphilosoph und Ökonom
- Broome, John L. (1824–1898), US-amerikanischer Offizier
- Broome, Matthew (* 2001), britischer Schauspieler
- Broome, Myrtle (1888–1978), britische Ägyptologin und Künstlerin
- Broome, Patrick (* 1968), US-amerikanischer Yogalehrer und Buchautor
- Broome, Ralph (1889–1985), britischer Bobfahrer
- Broomer, Stuart, kanadischer Jazzpianist und Musikkritiker
- Broomfield, Nick (* 1948), britischer Dokumentarfilmer
- Broomfield, Nigel (1937–2018), britischer Diplomat und Offizier
- Broomfield, William (1922–2019), US-amerikanischer Politiker
- Broomhill, Glen (1933–2007), australischer Politiker, Abgeordneter und Minister

### Broon
- Broonzy, Big Bill (1903–1958), US-amerikanischer Blues-Musiker und -KomponistBig Bill Broonzy (1903–1958)

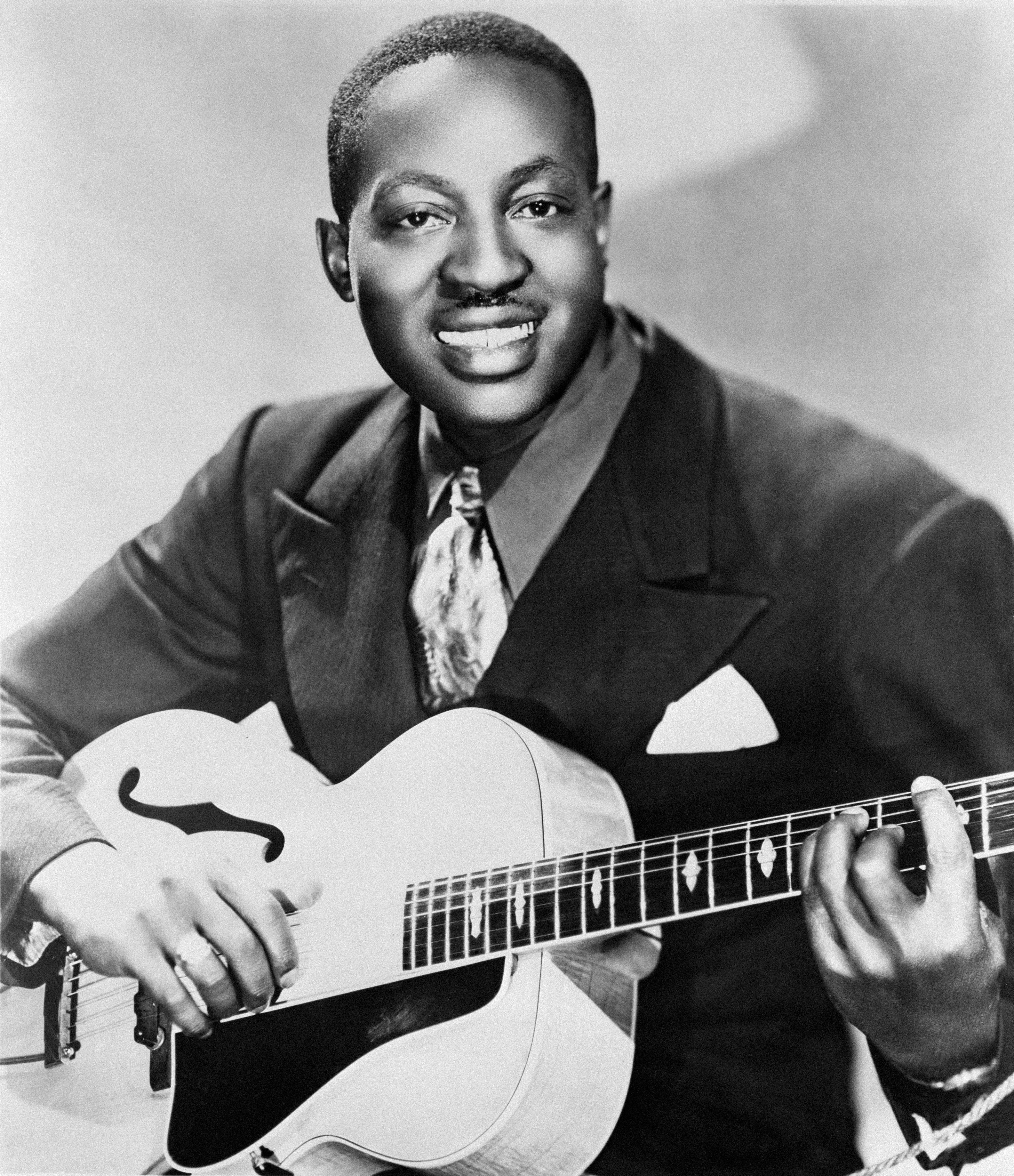
Big Bill Broonzy (1903–1958)

### Broos
- Broos, Amber (* 2002), belgische DJ und Musikproduzentin
- Broos, August (1894–1954), belgischer Langstreckenläufer
- Broos, Ben (1944–2019), niederländischer Kunsthistoriker
- Broos, Christian (* 1969), deutscher Fußballspieler, -trainer und Schauspieler
- Broos, Harry (1898–1954), niederländischer Sprinter
- Broos, Hugo (* 1952), belgischer Fußballspieler und -trainer
- Broos, Jean (1914–1945), niederländischer römisch-katholischer Geistlicher, Weißer Vater und Märtyrer

### Broot
- Brooten, Bernadette (* 1951), US-amerikanische katholische Theologin